# 比弗島 (南極洲)
比弗島是南極洲的島嶼，位於阿蒙森灣的比弗冰川以南，長3.2公里、寬1.6公里，澳大利亞探險隊在1956年首次踏足該島嶼。